# Xədicə İsmayılova
Xədicə Rövşən qızı İsmayılova (ur. 27 maja 1976 w Baku) – azerska dziennikarka śledcza, współpracowniczka Radia Wolna Europa, członkini Organized Crime and Corruption Reporting Project, działaczka praw człowieka, prześladowana w Azerbejdżanie z tego powodu. Za dziennikarstwo śledcze została uhonorowana w 2017 nagrodą Right Livelihood.

## Życiorys
Do 1992 uczęszczała do szkoły średniej w Baku. W 1997 obroniła pracę z filozofii na Bakijskim Uniwersytecie Państwowym. Następne 10 lat przepracowała jako dziennikarka w różnych lokalnych i zagranicznych mediach, w tym gazecie „Zierkało”, „Caspian Business News” i azerbejdżańskiej redakcji Głosu Ameryki.

## Dziennikarstwo śledcze
Była szefową sekcji azerbejdżańskiej Radia Wolna Europa/Radia Liberty w latach 2008–2010, a następnie kontynuowała tam pracę jako dziennikarka. Na początku 2010 jej seria artykułów o korupcji na wysokich szczeblach władzy wzbudziła duże kontrowersje, gdyż wskazywała bezpośrednio na prezydenta İlhama Əliyeva, jego żonę Mehribanę i ich dzieci. Dwa z tych artykułów zostały uznane za najlepsze raporty śledcze w 2010 i 2011 przez Radio Wolna Europa. Ponieważ media w Azerbejdżanie są ściśle kontrolowane przez rząd, tego typu raporty są bardzo rzadkie.
W sierpniu 2013, komentując Listę osób uznanych w Azerbejdżanie za persona non grata z powodu odwiedzin w Górskim Karabachu, zauważyła, że część osób – głównie tych, dla których nie podano powodu umieszczenia na niej – to dziennikarze i działacze praw człowieka, którzy krytykowali w swoich artykułach władze Azerbejdżanu, a nawet nie jest pewne, czy kiedykolwiek odwiedzili sporny region.

## Szantaż
7 marca 2012 otrzymała kadry z nagrań „sekstaśmy” z kamery umieszczonej nielegalnie w jej sypialni wraz z listem zawierającym groźbę upublicznienia całości nagrań, jeśli nie zaprzestanie swojej działalności. Podobne przesyłki otrzymali jej bliscy i niektóre media. Publicznie odrzuciła szantaż. 14 marca film został opublikowany na stronie podszywającej się pod opozycyjną partię Musawat. Ismaylova oskarżyła administrację prezydencką o zlecenie nielegalnego działania i prowadzenie zniesławiającej kampanii w zemście za jej demaskatorską działalność. Zawiadomienie o próbie szantażu złożyła w biurze Prokuratora Generalnego, lecz władze nie podjęły żadnych działań aż do czasu opublikowania taśmy. Wiele organizacji obrońców praw człowieka potępiło próbę szantażu, m.in. Amnesty International, Committee to Protect Journalists, Międzynarodowa Helsińska Federacja na rzecz Praw Człowieka.

## Aresztowanie i proces
W lutym 2014 napisała list z prośbami do osób ją wspierających na wypadek swojego aresztowania i nagranie, w którym rozważa powody, dla których zostanie aresztowana. 5 grudnia 2014 została aresztowana na 2 miesiące pod zarzutem podżegania do samobójstwa Turala Mustafayeva. Aresztowanie nastąpiła dzień po tym, jak Ramiz Mehdiyev, szef prezydenckiej administracji, opublikował manifest ukazujący Ismailovą jako najlepszy przykład dziennikarza działającego przeciwko rządowi i oskarżył ją o zdradę.
W lutym 2015 zarzuty rozszerzono o unikanie podatków i nadużycie władzy. Według organizacji Reporterzy bez Granic adwokat dziennikarki wskazał na to, że władze usiłują nadrobić miałkość pierwotnych zarzutów i przypominają one te, które postawiono innym przetrzymywanym działaczom praw człowieka. 1 września 2015 sąd skazał ją na 7,5 roku więzienia, za defraudację i unikanie podatków, uniewinniając równocześnie od zarzutu podżegania do samobójstwa. Przed wyrokiem skierowała sprawę do Europejskiego Trybunału Praw Człowieka w Strasburgu w związku z przetrzymywaniem w areszcie pomimo upływu okresu tymczasowego aresztowania. Przed trybunałem reprezentować ją będzie Amal Clooney. W 2020 roku Trybunał wydał wyrok uznają większość skarg za zasadne i przyznał dziennikarce prawo do odszkodowania, które Azerbejdżan powinien wypłacić jej w ciągu 3 miesięcy odszkodowanie w wysokości 20 000 Euro. Jednak w do czerwca 2020 odszkodowanie nie zostało wypłacone. 
25 maja 2016 Sąd Najwyższy zmniejszył jej karę z 7,5 roku więzienia na 3,5 pół roku w zawieszeniu, dzięki czemu wyszła na wolność. Nie mogła przyjechać do Sztokholmu w grudniu 2017 roku, aby uczestniczyć w uroczystości wręczenia nagrody Right Livelihood Award, ponieważ władze objęły ją pięcioletnim zakazem podróżowania. 30 stycznia 2018 roku odbyła się rozprawa przed Sądem Apelacyjnym w Baku w sprawie odwołania zakazu podróżowania. Sąd orzekł jego utrzymanie. 

## Nagrody
- 2012:
  - Hamburg – Gerd Bucerius Free Press of Eastern Europe Award przyznana przez Zeit-Stiftung za przywiązanie do niezależnych mediów i wolności słowa
  - Courage of Journalism Award przyznana przez International Women's Media Foundation[1]
- 2013: Global Shining Light Award wraz z kolegami z Azerbejdżanu i Czech za raport odsłaniający „podejrzane operacje biznesowe” rodziny prezydenta İlhama Əliyeva[26]
- 2015:
  - PEN/Barbara Goldsmith Freedom to Write Award[27]
  - Nagroda Anny Politkowskiej za raporty na temat korupcji[28]
  - Nagroda Alison Des Forges przyznana przez Human Rights Watch[29]
- 2016: UNESCO/Guillermo Cano World Press Freedom Prize[30]
- 2017: Right Livelihood Award[31]
- 2020: Prize for the Freedom and Future of the Media[32]

## Upamiętnienie
- 24 maja 2016 w Warszawie odsłonięto mural dla uczczenia jej 40. urodzin przy wiadukcie w ciągu Alei Prymasa Tysiąclecia nad ulicą Obozową. Autorami są: Dariusza Paczkowskiego i wolontariusze z Helsińskiej Fundacji Praw Człowieka oraz ze Stowarzyszenia Polska Zielona Sieć[33].